# 哈瓦蘭布雷山脈

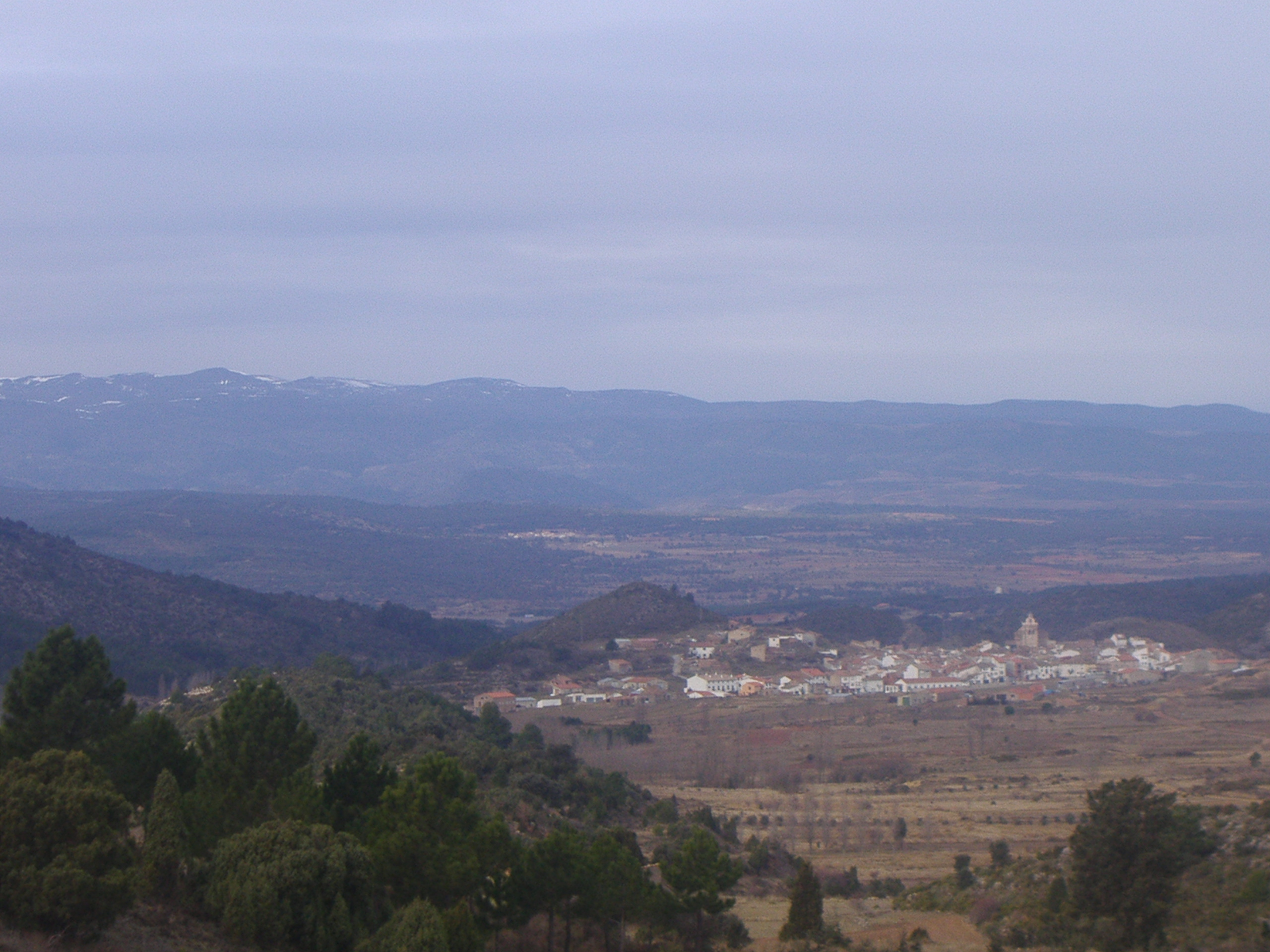

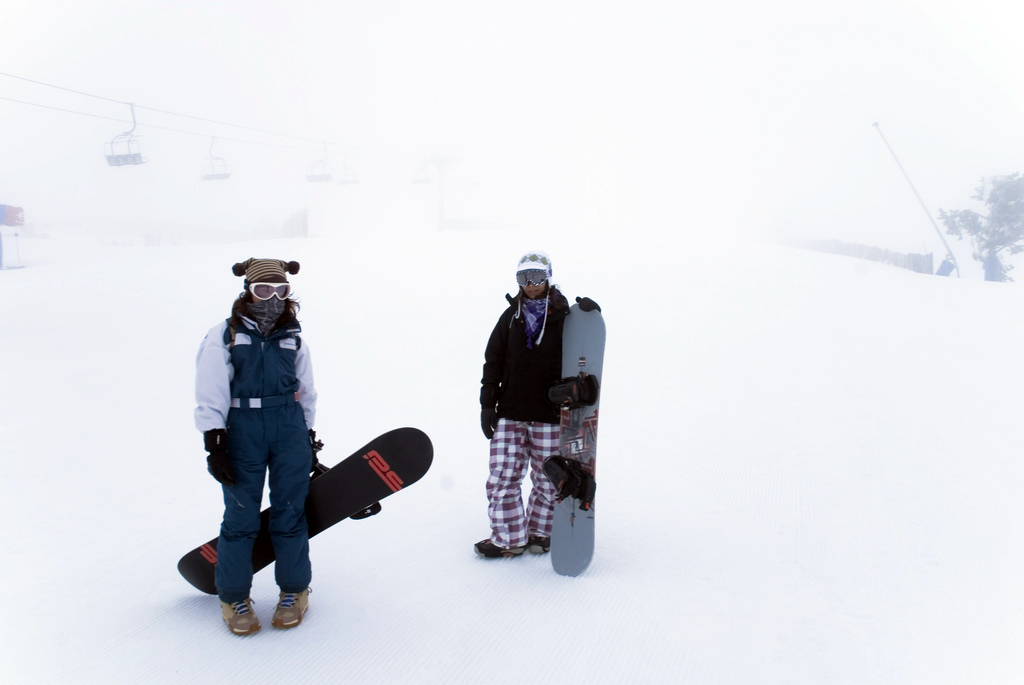

40°5′49.7″N 1°1′29″W / 40.097139°N 1.02472°W
哈瓦蘭布雷山脈（西班牙語：Sierra de Javalambre），是西班牙的山脈，位於阿拉貢自治區，屬於伊比利亞山脈的一部分，長29公里，最高點海拔高度2,020米，該地區人口稀少。